# Lupinus ochoanus
Lupinus ochoanus är en ärtväxtart som beskrevs av Charles Piper Smith. Lupinus ochoanus ingår i släktet lupiner, och familjen ärtväxter. Inga underarter finns listade i Catalogue of Life.